# Negicco
Le Negicco sono un gruppo musicale di idol giapponesi composto da tre membri: Nao, Megu e Kaede.
Il gruppo proviene dalla prefettura di Niigata ed è stato originariamente ideato come veicolo di promozione pubblicitaria gastronomica per il rinomato cipollotto locale Allium fistulosum; il loro nome viene appunto da negi (ネギ? "cipollotti") e -ko (子? "bambino"), traducibile quindi in "Le cipollette". Dopo la prima fase iniziale, le Negicco si sono svincolate dal loro ruolo pubblicitario (pur continuando ad esibire il cipollotto come loro segno di riconoscimento), nel 2010 hanno vinto il Premio U.M.U (il maggior riconoscimento artistico per idol) e dal 2011 operano sotto contratto con la T-Palette Records, che è l'etichetta discografica della catena di negozi di musica Tower Records appositamente nata per le idol.

## Formazione

### Formazione attuale
- Nao☆ (Nao☆?), soprannome Nao☆chan (なお☆ちゃん?), 10/04/1988 - voce
- Megu (Megu?), soprannome Poncha (ぽんちゃ?), 03/06/1989 - voce; attiva anche come disc jockey nella prefettura di Niigata col nome di DJ Megu
- Kaede (Kaede?), soprannome Kaepo (かえぽ?), 15/09/1991 - voce

### Ex componenti
- Miku (Miku?), 10/02/1991 - voce; congedata dal gruppo il 26/11/2006
- Misaki (Misaki?), 07/06/1990 - voce; subentrata nel dicembre 2006 a Miku e congedata dal gruppo il 30/04/2008

## Discografia
Le specifiche sono indicate fra parentesi "()", eventuali note dopo il punto e virgola ";".

### Album
- 17/07/2013 - Melody Palette (Melody Palette?)

### Raccolte
- 22/02/2012 - Negicco 2003~2012 -BEST- (Negicco 2003～2012 -BEST-?)

### Compilation
- 18/07/2012 - LOCAL IDOL BEST! (LOCAL IDOL BEST?)

1. Koi no EXPRESS TRAIN (恋のEXPRESS TRAIN?)

- 24/04/2013 - Japan Idol File (Japan Idol File?)

1. Shokuiku ondo (食育音頭?)

- 17/07/2013 - T-Palette Records 2nd Anniversary Mix ~Diggin' on you~ (T-Palette Records 2nd Anniversary Mix～Diggin' on you～?)

1. GET IT ON! (GET IT ON!?)

### Singoli
- 28/10/2004 - Koi suru negikko (恋するねぎっ娘?)
- 25/01/2006 - FALLING STARS (FALLING STARS?)
- 09/07/2010 - Plastic☆Star (プラスちっく☆スター?)
- 20/07/2011 - GET IT ON! (GET IT ON!?)
- 02/11/2011 - Koi no EXPRESS TRAIN (恋のEXPRESS TRAIN?)
- 20/06/2012 - Anata to Pop With You! (あなたとPop With You!?)
- 13/02/2013 - Ai no tower of love (愛のタワー・オブ・ラヴ?)
- 29/05/2013 - Idol bakari kikanaide (アイドルばかり聴かないで?)
- 06/11/2013 - Tokimeki no headliner (ときめきのヘッドライナー?)

#### Edizioni speciali
- 21/03/2012 - Kanzen kōryaku (Live Edit)/WE ♡ OT (完全攻略 (Live Edit) / We ♡ OT?); singolo pubblicato in esclusiva nei negozi Tower Records
- 13/02/2013 - Attōteki na style/Gatter! Gatter! Gatter! (圧倒的なスタイル/ガッター!ガッター!ガッター!?); singolo in edizione limitata in vinile a 45 giri contenente la riedizione di due canzoni
- 23/10/2013 - Party ni tsuite./Party on the PLANET (パーティーについて。/Party on the PLANET?); singolo in edizione limitata in vinile a 45 giri contenente la riedizione di due canzoni